# Vladimir Makogonov
Vladimir Andreevich Makogonov (27 de agosto de 1904 - 2 de janeiro de 1993) foi um jogador de xadrez do Azerbaijão. Ele nasceu em Naquichevão, mas viveu em Bacu a maior parte de sua vida. Ele se tornou um Mestre Internacional em 1950 e recebeu um título honorário de Grande Mestre em 1987.
Makogonov nunca se tornou conhecido fora da União Soviética, mas era muito respeitado em seu país como jogador e treinador. Ele foi um dos jogadores mais fortes do mundo na década de 1940: Chessmetrics calcula sua maior classificação histórica como 2 735 em outubro de 1945, e sua classificação histórica mundial mais alta como o quinto em julho de 1945.

## Carreira no xadrez
Makogonov foi cinco vezes campeão do Azerbaijão 1947-1952 e jogou em oito campeonatos da URSS entre 1927 e 1947, o seu melhor resultado sendo a quarta em 1937 e um empate para o quarto lugar em 1939.  Os resultados do torneio notáveis incluem uma empate pelo terceiro lugar em Leningrado-Moscou 1939 atrás de Salo Flohr e Samuel Reshevsky, e segundo lugar em Sverdlovsk 1943 atrás de Mikhail Botvinnik, mas à frente de Vasily Smyslov e Isaac Boleslavsky. Em 1942, ele derrotou Salo Flohr em uma partida de doze jogos disputada em Bacu por um placar de 7½ – 4½. Ele jogou a bordo 9 na partida de rádio URSS-EUA 1945 , derrotando Abraham Kupchik 1½ – ½. Ele parou de jogar competitivamente na década de 1950.
Makogonov também era muito conhecido como treinador de xadrez. Ele ajudou Smyslov a se preparar para sua partida pelo Campeonato Mundial de Xadrez de 1957 contra Botvinnik. Ele treinou Vladimir Bagirov e Genrikh Chepukaitis, e por recomendação de Botvinnik, tornou-se um dos primeiros professores do jovem Garry Kasparov.
Seu irmão, Mikhail Makogonov (1900–1943), também era um mestre de xadrez; empataram em primeiro lugar no primeiro campeonato de xadrez de Bacu em 1923.
Makogonov morreu em 2 de janeiro de 1993 aos 88 anos.

## Legado
- Como jogador, Makogonov era conhecido pelo seu estilo posicional. Ele fez várias contribuições para a teoria da abertura do xadrez ; há uma variação Makoei d (d4 Nf6 2.c4 g6 3.Nc3 Bg7 4.e4 d6 5.h3) e na Defesa de Grünfeld (1.d4 Nf6 2.c4 g6 3.Nc3 d5 4.Nf3 Bg7 5.e3 0-0 6.b4). Ele ajudou a desenvolver o Sistema Tartakower em Queen's Gambit Declined , que é chamado de Sistema rtower–Makogonov–Bondarevsky ou Sistema TMB em russo.